# Chironomus frommeri
Chironomus frommeri är en tvåvingeart som beskrevs av Atchley och Martin 1971. Chironomus frommeri ingår i släktet Chironomus och familjen fjädermyggor. Inga underarter finns listade i Catalogue of Life.